# كأس العالم تحت 20 سنة لكرة القدم 2017
كانت بطولة كأس العالم تحت 20 سنة 2017 هي النسخة الحادية والعشرين لكأس العالم تحت 20 سنة، وهي بطولة كرة القدم الشبابية الدولية للرجال التي تُقام كل سنتين والتي تتنافس من أجلها الفرق الوطنية تحت 20 سنة التابعة للاتحادات الأعضاء في الاتحاد الدولي لكرة القدم، منذ إنشائها في عام 1977 باسم بطولة العالم للشباب. جرت البطولة في كوريا الجنوبية من 20 مايو إلى 11 يونيو 2017.
وأصبحت كوريا الجنوبية، إلى جانب اليابان والمكسيك، الدولة الثالثة التي استضافت جميع المسابقات الدولية للرجال التابعة للاتحاد الدولي لكرة القدم، وهي كأس العالم لعام 2002، وبطولة كأس القارات لعام 2001، وكأس العالم تحت 17 عاما 2007.
وقد قدم اتحاد كوريا الجنوبية لكرة القدم في الأصل طلباً باستضافة الدورة بعيدا عن الفترة الزمنية التقليدية التي تمتد من يونيو إلى يوليو، لأنها ستصطدم بموسم الأمطار في كوريا الجنوبية، وكذلك أي اختيار للفريق الوطني يمكن أن يكون مؤهلا لكأس القارات 2017.
ولم تتمكن صربيا، وهي بطل 2015، من الدفاع عن لقبها لأنها لم تصل إلى الجولة الأخيرة من الدورة التأهيلية لليويفا. وعند قيامهم بذلك، أصبحوا خامس حائز على اللقب يفشل في التأهل للدورة اللاحقة.
فازت إنكلترا بأول لقب لكأس العالم تحت 20 عاما بعد هزم فنزويلا 1–0 في النهائي بواسطة الهدف دومينيك كالفيرت-لوين.

## تحديد المضيف
إلى جانب سؤال الرابطات الأعضاء عما إذا كانت ترغب في استضافة كأس العالم لكرة القدم دون سن 20 عاماً، دون سن 17 عاماً أو كرة القدم الشاطئية في عام 2017 (إلى جانب دورات السيدات في السنة السابقة)، سيكون من الضروري إرسال إعلان بشأن الاهتمام بحلول 15 مايو 2013. وقدم ما مجموعه 12 بلدا عطاء لاستضافة الدورة بحلول الموعد النهائي المحدد في مايو 2013:
- أذربيجان
- البحرين
- إنجلترا (انسحبت لاحقا)[8]
- فرنسا
- أيرلندا
- المكسيك
- بولندا
- السعودية
- جنوب إفريقيا (انسحبت لاحقا)[9]
- كوريا الجنوبية
- تونس
- أوكرانيا

وقد اتخذ القرار النهائي بشأن الجهة التي ستستضيفه كجزء من اجتماعات اللجنة التنفيذية للاتحاد الدولي لكرة القدم في البرازيل في 5 ديسمبر 2013 مع منح جمهورية كوريا حقوق الاستضافة.

## الفرق المتأهلة
كان ما مجموعه 24 فريقا مؤهلا للدورة النهائية. وبالإضافة إلى كوريا الجنوبية المؤهلة تلقائيا كمضيف، فإن الأفرقة الـ 23 الأخرى مؤهلة من ست مسابقات قارية منفصلة. وابتداء من عام 2017، تلقى اتحاد أوقيانوسيا كرة القدم لعام مكان إضافي (مجموعها اثنان)، بينما سيكون لليويفا خمس أماكن بدلا من ست.
| الكونفدرالية                | الدورة التأهيلية                         | المتأهل(ون)                                                                              |
| --------------------------- | ---------------------------------------- | ---------------------------------------------------------------------------------------- |
| الاتحاد الآسيوي لكرة القدم  | Host Nation                              | كوريا الجنوبية                                                                           |
| الاتحاد الآسيوي لكرة القدم  | بطولة آسيا للشباب تحت 19 عاما 2016       | إيران · اليابان · السعودية · فيتنام1                                                     |
| الاتحاد الأفريقي لكرة القدم | بطولة أفريقيا تحت 20 سنة لكرة القدم 2017 | غينيا · السنغال · جنوب إفريقيا · زامبيا                                                  |
| كونكاكاف                    | 2017 CONCACAF U-20 Championship          | كوستاريكا · [[ملف:\|23x15px\|border \|alt=\|link=]] هندوراس · المكسيك · الولايات المتحدة |
| كونميبول                    | 2017 South American U-20 Championship    | الأرجنتين · الإكوادور · الأوروغواي · فنزويلا                                             |
| اتحاد أوقيانوسيا لكرة القدم | كأس أوقيانوسيا للأمم تحت 20 سنة 2016     | نيوزيلندا · فانواتو1                                                                     |
| الاتحاد الأوروبي لكرة القدم | بطولة أوروبا تحت 19 سنة لكرة القدم 2016  | إنجلترا · فرنسا · ألمانيا · إيطاليا · البرتغال                                           |

1. ^ Teams that made their debut.

## الملاعب
وكانت مدن تشونان، ودايجون، وإنشيون، وجيجو، وجونجو، وسوون هي المدن الست التي تم اختيارها لاستضافة المسابقة من قائمة مختصرة تضم تسع مدن تم اختيارها من قبل، دون اختيار سيول وبوهانغ وأولسان.
| تشونان (مدينة)                                                                                           | دايجون                  | إنتشون                 |
| --- | ----------------------- | ---------------------- |
| ملعب تشيونان                                                                                             | ملعب كأس العالم دايجيون | ملعب إنتشون لكرة القدم |
| Capacity: 25,814                                                                                         | Capacity: 39,654        | Capacity: 19,649       |
| |                         |                        |
| تشونان (مدينة) دايجون إنتشون جزيرة جيجو جونجو سوونكأس العالم تحت 20 سنة لكرة القدم 2017 (كوريا الجنوبية) |                         |                        |
| جزيرة جيجو                                                                                               | جونجو                   | سوون                   |
| ملعب كأس العالم جيجو                                                                                     | ملعب جيونجو كأس العالم  | ملعب كأس العالم سوون   |
| Capacity: 29,346                                                                                         | Capacity: 41,785        | Capacity: 42,655       |
| |                         |                        |

## التحضير
كجزء من الأعمال التحضيرية لكأس العالم تحت 20 سنة، عقدت مباريات كأس سوون جي إس 2016، وهي دورة دولية لكرة القدم، من أجل إعداد المنظمين المضيفين.

## Organization
The following were key milestones in the organization of the tournament:
- The match schedule was announced by FIFA on 23 November 2015.[12]
- Former South Korean internationals أن جونغ هوان and باك جي سونغ were appointed as the ambassadors of the tournament.[13]
- The official emblem, slogan ("Trigger the Fever") and look of the tournament were unveiled on 16 June 2016.[14]
- The official mascot, Chaormi, was unveiled on 25 August 2016.[15]
- Details of the volunteer programme, which was launched on 1 November 2016, was released on 18 October 2016.[16]
- The official posters were released on 27 October 2016.[17]
- Venue package tickets went on sale on 1 November 2016,[18] while general ticket sales began on 2 January 2017.[19] All-out ticket sales kicked off on 16 March 2017.[20]
- إن سي تي (فرقة) were appointed as Local Organising Committee ambassadors, and were also chosen to sing the official song of the tournament: "Trigger the Fever".[21]

## Draw
The draw was held on 15 March 2017, 15:00 توقيت كوريا الجنوبية (ت ع م+09:00), at the Suwon Artrium in سوون, South Korea. Two Argentine players who have won the FIFA U-20 World Cup, دييغو مارادونا and بابلو أيمار, participated in the draw. تشوي من هو (مغن) from the South Korean idol group شايني also participated in the draw.
The 24 teams were drawn into six groups of four teams, with hosts منتخب كوريا الجنوبية تحت 20 سنة لكرة القدم being allocated to position A1. The teams were seeded into their respective pots based on their results in the last five FIFA U-20 World Cups (more recent tournaments weighted more heavily), with bonus points awarded to confederation champions. Teams from the same confederation could not be drawn against each other for the group stage.
| Pot 1 | Pot 2                                                                   | Pot 3 | Pot 4                                                               |
| --- | ----------------------------------------------------------------------- | --- | ------------------------------------------------------------------- |
| 1. كوريا الجنوبية (Hosts – assigned to A1) 2. البرتغال 3. الأوروغواي 4. فرنسا 5. الولايات المتحدة 6. ألمانيا | 1. المكسيك 2. الأرجنتين 3. نيوزيلندا 4. السنغال 5. اليابان 6. كوستاريكا | 1. زامبيا 2. [[ملف:\|23x15px\|border \|alt=\|link=]] هندوراس 3. إنجلترا 4. السعودية 5. إيطاليا 6. فنزويلا | 1. الإكوادور 2. جنوب إفريقيا 3. إيران 4. فيتنام 5. غينيا 6. فانواتو |

## مسؤولي المباريات
A total of 22 refereeing trios (a حكم (كرة قدم) and two حكم مساعد (كرة قدم)s), 5 support referees, and 21 التحكيم بالفيديوs were appointed for the tournament. This was the first FIFA underage tournament which uses the video assistant referee.
| Confederation               | Referee                | Assistant referees                           | Support referee     | Video assistant referee                                                                                      |
| --------------------------- | ---------------------- | -------------------------------------------- | ------------------- | --- |
| الاتحاد الآسيوي لكرة القدم  | عبد الرحمن الجاسم      | Taleb Al-Marri Saud Al-Maqaleh               | أحمد الكاف          | محمد تقي ريوجي ساتو نواف شكر الله                                                                            |
| الاتحاد الآسيوي لكرة القدم  | محمد عبد الله حسن محمد | Mohamed Al-Hammadi Hasan Al-Mahri            | أحمد الكاف          | محمد تقي ريوجي ساتو نواف شكر الله                                                                            |
| الاتحاد الآسيوي لكرة القدم  | كيم جونغ-هيوك          | Yoon Kwang-yeol Kim Young-ha                 | أحمد الكاف          | محمد تقي ريوجي ساتو نواف شكر الله                                                                            |
| الاتحاد الأفريقي لكرة القدم | سيدي أليوم             | Evarist Menkouande Elvis Guy Noupue Nguegoue | باملاك تيسيما وييسا | مهدي عبيد شارف مالانغ دييديو Eric Otogo-Castane                                                              |
| الاتحاد الأفريقي لكرة القدم | جهاد جريشة             | Redouane Achik Waleed Ahmed                  | باملاك تيسيما وييسا | مهدي عبيد شارف مالانغ دييديو Eric Otogo-Castane                                                              |
| الاتحاد الأفريقي لكرة القدم | جاني سيكازوي           | Jerson dos Santos Zakhele Siwela             | باملاك تيسيما وييسا | مهدي عبيد شارف مالانغ دييديو Eric Otogo-Castane                                                              |
| كونكاكاف                    | جويل أغويلار           | Juan Zumba William Torres                    | Yadel Martínez      | روبرتو غارسيا أوروزكو Ricardo Montero John Pitti                                                             |
| كونكاكاف                    | والتر لوبيز كاستيلانوس | Gerson López Hermenerito Leal                | Yadel Martínez      | روبرتو غارسيا أوروزكو Ricardo Montero John Pitti                                                             |
| كونكاكاف                    | سيزار أرتورو راموس     | Marvin Torrentera Miguel Hernández           | Yadel Martínez      | روبرتو غارسيا أوروزكو Ricardo Montero John Pitti                                                             |
| كونميبول                    | خوليو باسكونيان        | Carlos Astroza Christian Schiemann           | Mario Díaz de Vivar | خوسيه أرغوتي ويلتون سامبايو Gery Vargas ماورو فيجليانو                                                       |
| كونميبول                    | أندريس كونيا           | Nicolás Taran ماوريسيو إسبينوسا              | Mario Díaz de Vivar | خوسيه أرغوتي ويلتون سامبايو Gery Vargas ماورو فيجليانو                                                       |
| كونميبول                    | دييغو هارو             | Jonny Bossio Raúl López                      | Mario Díaz de Vivar | خوسيه أرغوتي ويلتون سامبايو Gery Vargas ماورو فيجليانو                                                       |
| كونميبول                    | Roddy Zambrano         | Christian Lescano Byron Romero               | Mario Díaz de Vivar | خوسيه أرغوتي ويلتون سامبايو Gery Vargas ماورو فيجليانو                                                       |
| اتحاد أوقيانوسيا لكرة القدم | ماثيو كونجر            | Simon Lount Tevita Makasini                  | —                   | Nick Waldron                                                                                                 |
| اتحاد أوقيانوسيا لكرة القدم | نوربرت هاواتا          | Phillippe Revel Bertrand Brial               | —                   | Nick Waldron                                                                                                 |
| الاتحاد الأوروبي لكرة القدم | جنيد جاقر              | Bahattin Duran Tarık Ongun                   | إيفان كروزلياك      | ويلي كولوم بافل كرالوفيتس داني ماكيلي سفاين أودفار موين دانييلي أورساتو أناستاسيوس سيديروبولوس فيليكس تسفاير |
| الاتحاد الأوروبي لكرة القدم | يوناس إريكسون          | Mathias Klasenius Daniel Wärnmark            | إيفان كروزلياك      | ويلي كولوم بافل كرالوفيتس داني ماكيلي سفاين أودفار موين دانييلي أورساتو أناستاسيوس سيديروبولوس فيليكس تسفاير |
| الاتحاد الأوروبي لكرة القدم | سيرغي كاراسيف          | Anton Averyanov Tikhon Kalugin               | إيفان كروزلياك      | ويلي كولوم بافل كرالوفيتس داني ماكيلي سفاين أودفار موين دانييلي أورساتو أناستاسيوس سيديروبولوس فيليكس تسفاير |
| الاتحاد الأوروبي لكرة القدم | فيكتور كاساي           | György Ring Vencel Tóth                      | إيفان كروزلياك      | ويلي كولوم بافل كرالوفيتس داني ماكيلي سفاين أودفار موين دانييلي أورساتو أناستاسيوس سيديروبولوس فيليكس تسفاير |
| الاتحاد الأوروبي لكرة القدم | بيورن كويبرس           | Sander van Roekel Erwin Zeinstra             | إيفان كروزلياك      | ويلي كولوم بافل كرالوفيتس داني ماكيلي سفاين أودفار موين دانييلي أورساتو أناستاسيوس سيديروبولوس فيليكس تسفاير |
| الاتحاد الأوروبي لكرة القدم | سيمون مارتشينياك       | Paweł Sokolnicki Tomasz Listkiewicz          | إيفان كروزلياك      | ويلي كولوم بافل كرالوفيتس داني ماكيلي سفاين أودفار موين دانييلي أورساتو أناستاسيوس سيديروبولوس فيليكس تسفاير |
| الاتحاد الأوروبي لكرة القدم | أنتونيو ماتيو لاهوز    | Pau Cebrián Devis Roberto Díaz Pérez         | إيفان كروزلياك      | ويلي كولوم بافل كرالوفيتس داني ماكيلي سفاين أودفار موين دانييلي أورساتو أناستاسيوس سيديروبولوس فيليكس تسفاير |

## Squads
Each team had to name a preliminary squad of 35 players. From the preliminary squad, the team had to name a final squad of 21 players (three of whom must be goalkeepers) by the FIFA deadline. Players in the final squad could be replaced due to serious injury up to 24 hours prior to kickoff of the team's first match. The squads were announced by FIFA on 11 May 2017.

## مرحلة المجموعات
The top two teams of each group and the four best third-placed teams advanced to the round of 16. The rankings of teams in each group were determined as follows (regulations Article 17.7):
1. points obtained in all group matches;
2. goal difference in all group matches;
3. number of goals scored in all group matches;

If two or more teams were equal on the basis of the above three criteria, their rankings were determined as followed:
1. points obtained in the group matches between the teams concerned;
2. goal difference in the group matches between the teams concerned;
3. number of goals scored in the group matches between the teams concerned;
4. fair play points:   - first yellow card: minus 1 point;
  - indirect red card (second yellow card): minus 3 points;
  - direct red card: minus 4 points;
  - yellow card and direct red card: minus 5 points;
5. drawing of lots by the FIFA Organising Committee.

All times are local, توقيت كوريا الجنوبية (ت ع م+09:00).

### المجموعة الأولى
| م | الفريق             | لعب | ف | ت | خ | أ.له | أ.ع | أ.ف | نقاط | التأهل             |
| - | ------------------ | --- | - | - | - | ---- | --- | --- | ---- | ------------------ |
| 1 | إنجلترا            | 3   | 2 | 1 | 0 | 5    | 1   | +4  | 7    | مرحلة خروج المغلوب |
| 2 | كوريا الجنوبية (H) | 3   | 2 | 0 | 1 | 5    | 2   | +3  | 6    | مرحلة خروج المغلوب |
| 3 | الأرجنتين          | 3   | 1 | 0 | 2 | 6    | 5   | +1  | 3    |                    |
| 4 | غينيا              | 3   | 0 | 1 | 2 | 1    | 9   | −8  | 1    |                    |

| الأرجنتين | 0–3     | إنجلترا                                                                       |
| --------- | ------- | ----------------------------------------------------------------------------- |
|           | (تقرير) | دومينيك كالفيرت ليوين 38' · أدم أرمسترونغ 52' · دومينيك سولانكي 90+3' (ركلة.) |

| كوريا الجنوبية                                          | 3–0     | غينيا |
| ------------------------------------------------------- | ------- | ----- |
| لي سيونغ وو 36' · Lim Min-hyeok 76' · Paik Seung-ho 81' | (تقرير) |       |

| إنجلترا      | 1–1     | غينيا                    |
| ------------ | ------- | ------------------------ |
| لويس كوك 53' | (تقرير) | فيكايو توموري 59' (ه.ذ.) |

| كوريا الجنوبية                              | 2–1     | الأرجنتين         |
| ------------------------------------------- | ------- | ----------------- |
| لي سيونغ وو 18' · Paik Seung-ho 42' (ركلة.) | (تقرير) | مارسيلو توريس 50' |

| إنجلترا        | 1–0     | كوريا الجنوبية |
| -------------- | ------- | -------------- |
| كيران دويل 56' | (تقرير) |                |

| غينيا | 0–5     | الأرجنتين                                                                             |
| ----- | ------- | ------------------------------------------------------------------------------------- |
|       | (تقرير) | مارسيلو توريس 33' · لاوتارو مارتينيز 43'، 79' · ماتياس زراتشو 50' · ماركوس سينيسي 74' |

### المجموعة الثانية
| م | الفريق  | لعب | ف | ت | خ | أ.له | أ.ع | أ.ف | نقاط | التأهل             |
| - | ------- | --- | - | - | - | ---- | --- | --- | ---- | ------------------ |
| 1 | فنزويلا | 3   | 3 | 0 | 0 | 10   | 0   | +10 | 9    | مرحلة خروج المغلوب |
| 2 | المكسيك | 3   | 1 | 1 | 1 | 3    | 3   | 0   | 4    | مرحلة خروج المغلوب |
| 3 | ألمانيا | 3   | 1 | 1 | 1 | 3    | 4   | −1  | 4    | مرحلة خروج المغلوب |
| 4 | فانواتو | 3   | 0 | 0 | 3 | 4    | 13  | −9  | 0    |                    |

| فنزويلا                                | 2–0     | ألمانيا |
| -------------------------------------- | ------- | ------- |
| رونالدو بينيا 51' · سيرجيو كوردوفا 54' | (تقرير) |         |

| فانواتو                     | 2–3     | المكسيك                                                        |
| --------------------------- | ------- | -------------------------------------------------------------- |
| بونغ كالو 52' · Wilkins 62' | (تقرير) | كيفن ماغانيا 10' · رونالدو سيسنيروس 25' · إديسون ألفاريز 90+4' |

| فنزويلا | 7–0     | فانواتو |
| --- | ------- | ------- |
| وليامز فيلاسكيز 30' · سيرجيو كوردوفا 42'، 73' · أدلبرتو بينياراندا 46' · والكر فارينيز 56' (ركلة.) · يان كارلوس هورتادو 82' · صموئيل سوسا 89' | (تقرير) |         |

| المكسيك | 0–0     | ألمانيا |
| ------- | ------- | ------- |
|         | (تقرير) |         |

| المكسيك | 0–1     | فنزويلا            |
| ------- | ------- | ------------------ |
|         | (تقرير) | سيرجيو كوردوفا 33' |

| ألمانيا                                        | 3–2     | فانواتو            |
| ---------------------------------------------- | ------- | ------------------ |
| Badu 27' · فابيان ريس 32' · إيمانويل إيوها 50' | (تقرير) | بونغ كالو 52'، 77' |

### المجموعة الثالثة
قالب:2017 FIFA U-20 World Cup – Group C standings
| زامبيا                                 | 2–1     | البرتغال           |
| -------------------------------------- | ------- | ------------------ |
| إدوارد شيلوفيا 51' · فاشيون ساكالا 76' | (تقرير) | هيلدر فيريرا 90+1' |

| إيران          | 1–0     | كوستاريكا |
| -------------- | ------- | --------- |
| Mehdikhani 81' | (تقرير) |           |

| زامبيا                                                                     | 4–2     | إيران                     |
| -------------------------------------------------------------------------- | ------- | ------------------------- |
| فاشيون ساكالا 54' · إينوك مويبو 59' · ايمانويل باندا 65' · باتسون داكا 71' | (تقرير) | رضا شكاري 7'، 49' (ركلة.) |

| كوستاريكا         | 1–1     | البرتغال                    |
| ----------------- | ------- | --------------------------- |
| Marin 48' (ركلة.) | (تقرير) | ديوغو غونسالفيس 32' (ركلة.) |

| كوستاريكا | 1–0     | زامبيا |
| --------- | ------- | ------ |
| Daly 15'  | (تقرير) |        |

| البرتغال                                    | 2–1     | إيران        |
| ------------------------------------------- | ------- | ------------ |
| ديوغو غونسالفيس 54' · نيما طاهري 86' (ه.ذ.) | (تقرير) | رضا شكاري 4' |

### المجموعة الرابعة
| جنوب إفريقيا               | 1–2     | اليابان                          |
| -------------------------- | ------- | -------------------------------- |
| تاكيهيرو تومياسو 7' (ه.ذ.) | (تقرير) | كوكي أوغاوا 48' · ريتسو دوان 72' |

| إيطاليا | 0–1     | الأوروغواي         |
| ------- | ------- | ------------------ |
|         | (تقرير) | رودريجو أمارال 76' |

| جنوب إفريقيا | 0–2     | إيطاليا                                           |
| ------------ | ------- | ------------------------------------------------- |
|              | (تقرير) | ريكاردو أورسوليني 23' (ركلة.) · أندريا فافيلي 57' |

| الأوروغواي                                  | 2–0     | اليابان |
| ------------------------------------------- | ------- | ------- |
| نيكولاس سشيبكاس 38' · ماتياس اوليفيرا 90+1' | (تقرير) |         |

| الأوروغواي | 0–0     | جنوب إفريقيا |
| ---------- | ------- | ------------ |
|            | (تقرير) |              |

| اليابان             | 2–2     | إيطاليا                                 |
| ------------------- | ------- | --------------------------------------- |
| ريتسو دوان 22'، 50' | (تقرير) | ريكاردو أورسوليني 3' · جوسيبي بانيكو 7' |

### المجموعة الخامسة
| فرنسا                                                    | 3–0     | [[ملف:\|23x15px\|border \|alt=\|link=]] هندوراس |
| -------------------------------------------------------- | ------- | ----------------------------------------------- |
| جان كيفن أوغستين 15' · أمين حاريت 44' · مارتن تيريير 81' | (تقرير) |                                                 |

| فيتنام | 0–0     | نيوزيلندا |
| ------ | ------- | --------- |
|        | (تقرير) |           |

| فرنسا                                                   | 4–0     | فيتنام |
| ------------------------------------------------------- | ------- | ------ |
| ماركوس تورام 18' · جان كيفن أوغستين 22'، 45' · Poha 52' | (تقرير) |        |

| نيوزيلندا                                   | 3–1     | [[ملف:\|23x15px\|border \|alt=\|link=]] هندوراس |
| ------------------------------------------- | ------- | ----------------------------------------------- |
| ماير بيفان 1'، 56' (ركلة.) · هنتر أشورث 23' | (تقرير) | Álvarez 50'                                     |

| نيوزيلندا | 0–2     | فرنسا                        |
| --------- | ------- | ---------------------------- |
|           | (تقرير) | الان ساينت ماكسيمين 22'، 37' |

| هندوراس [[ملف:\|23x15px\|border \|alt=\|link=]] | 2–0     | فيتنام |
| ----------------------------------------------- | ------- | ------ |
| Cruz 76' · Álvarez 90+3'                        | (تقرير) |        |

### المجموعة السادسة
| الإكوادور                       | 3–3     | الولايات المتحدة                             |
| ------------------------------- | ------- | -------------------------------------------- |
| Lino 5' · براين كابيزاس 7'، 64' | (تقرير) | جوش سارجينت 36'، 54' · لوكا دي لا توري 90+4' |

| السعودية | 0–2     | السنغال                         |
| -------- | ------- | ------------------------------- |
|          | (تقرير) | ابراهيما نياني 13' · Diagne 15' |

| الإكوادور         | 1–2     | السعودية                 |
| ----------------- | ------- | ------------------------ |
| جوردي كايسيدو 89' | (تقرير) | عبدالرحمن اليامي 7'، 84' |

| السنغال | 0–1     | الولايات المتحدة |
| ------- | ------- | ---------------- |
|         | (تقرير) | جوش سارجينت 34'  |

| السنغال | 0–0     | الإكوادور |
| ------- | ------- | --------- |
|         | (تقرير) |           |

| الولايات المتحدة | 1–1     | السعودية             |
| ---------------- | ------- | -------------------- |
| بروكس لينون 40'  | (تقرير) | عبد الإله العمري 74' |

### Ranking of third-placed teams
The four best teams among those ranked third are determined as follows (regulations Article 17.8):
1. points obtained in all group matches;
2. goal difference in all group matches;
3. number of goals scored in all group matches;
4. fair play points;
5. drawing of lots by the FIFA Organising Committee.

قالب:2017 FIFA U-20 World Cup – third-placed teams
Combinations of matches in the Round of 16
The specific match-ups involving the third-placed teams depend on which four third-placed teams qualified for the round of 16:
| Third-placed teams qualify from groups | Third-placed teams qualify from groups | Third-placed teams qualify from groups | Third-placed teams qualify from groups | Third-placed teams qualify from groups | Third-placed teams qualify from groups |    | 1A vs | 1B vs | 1C vs | 1D vs |
| -------------------------------------- | -------------------------------------- | -------------------------------------- | -------------------------------------- | -------------------------------------- | -------------------------------------- | -- | ----- | ----- | ----- | ----- |
| A                                      | B                                      | C                                      | D                                      |                                        |                                        | 3C | 3D    | 3A    | 3B    |       |
| A                                      | B                                      | C                                      |                                        | E                                      |                                        | 3C | 3A    | 3B    | 3E    |       |
| A                                      | B                                      | C                                      |                                        |                                        | F                                      | 3C | 3A    | 3B    | 3F    |       |
| A                                      | B                                      |                                        | D                                      | E                                      |                                        | 3D | 3A    | 3B    | 3E    |       |
| A                                      | B                                      |                                        | D                                      |                                        | F                                      | 3D | 3A    | 3B    | 3F    |       |
| A                                      | B                                      |                                        |                                        | E                                      | F                                      | 3E | 3A    | 3B    | 3F    |       |
| A                                      |                                        | C                                      | D                                      | E                                      |                                        | 3C | 3D    | 3A    | 3E    |       |
| A                                      |                                        | C                                      | D                                      |                                        | F                                      | 3C | 3D    | 3A    | 3F    |       |
| A                                      |                                        | C                                      |                                        | E                                      | F                                      | 3C | 3A    | 3F    | 3E    |       |
| A                                      |                                        |                                        | D                                      | E                                      | F                                      | 3D | 3A    | 3F    | 3E    |       |
|                                        | B                                      | C                                      | D                                      | E                                      |                                        | 3C | 3D    | 3B    | 3E    |       |
|                                        | B                                      | C                                      | D                                      |                                        | F                                      | 3C | 3D    | 3B    | 3F    |       |
|                                        | B                                      | C                                      |                                        | E                                      | F                                      | 3E | 3C    | 3B    | 3F    |       |
|                                        | B                                      |                                        | D                                      | E                                      | F                                      | 3E | 3D    | 3B    | 3F    |       |
|                                        |                                        | C                                      | D                                      | E                                      | F                                      | 3C | 3D    | 3F    | 3E    |       |

## مرحلة خروج المغلوب
In the knockout stages, if a match was level at the end of normal playing time, وقت إضافي was played (two periods of 15 minutes each) and followed, if necessary, by a ركلات جزاء ترجيحية (كرة قدم) to determine the winner. However, for the third place match, no extra time was played and the winner was determined by kicks from the penalty mark.

### القوس
|  | Round of 16                      | Round of 16                     |                                  |       | Quarter-finals       | Quarter-finals       |                                |                                | Semi-finals | Semi-finals |  |  | Final | Final |
|  |                                  |                                 |                                  |       |                      |                      |                                |                                |             |             |  |  |       |       |
|  | 30 May — ملعب تشيونان            |                                 |                                  |       |                      |                      |                                |                                |             |             |  |  |       |       |
|  |                                  |                                 |                                  |       |                      |                      |                                |                                |             |             |  |  |       |       |
|  | كوريا الجنوبية                   | 1                               |                                  |       |                      |                      |                                |                                |             |             |  |  |       |       |
|  | كوريا الجنوبية                   | 1                               | 4 June — ملعب كأس العالم دايجيون |       |                      |                      |                                |                                |             |             |  |  |       |       |
|  | البرتغال                         | 3                               |                                  |       |                      |                      |                                |                                |             |             |  |  |       |       |
|  | البرتغال                         | 3                               | البرتغال                         | 2 (4) |                      |                      |                                |                                |             |             |  |  |       |       |
|  | 31 May — ملعب كأس العالم سوون    |                                 | البرتغال                         | 2 (4) |                      |                      |                                |                                |             |             |  |  |       |       |
|  |                                  | الأوروغواي (ج.)                 | 2 (5)                            |       |                      |                      |                                |                                |             |             |  |  |       |       |
|  | الأوروغواي                       | الأوروغواي (ج.)                 | 2 (5)                            | 1     |                      |                      |                                |                                |             |             |  |  |       |       |
|  | الأوروغواي                       |                                 | 8 June — ملعب كأس العالم دايجيون | 1     |                      |                      |                                |                                |             |             |  |  |       |       |
|  | السعودية                         | 0                               |                                  |       |                      |                      |                                |                                |             |             |  |  |       |       |
|  | السعودية                         | 0                               | الأوروغواي                       | 1 (3) |                      |                      |                                |                                |             |             |  |  |       |       |
|  | 30 May — ملعب كأس العالم دايجيون |                                 | الأوروغواي                       | 1 (3) |                      |                      |                                |                                |             |             |  |  |       |       |
|  |                                  | فنزويلا (ج.)                    | 1 (4)                            |       |                      |                      |                                |                                |             |             |  |  |       |       |
|  | فنزويلا (ب.و.إ.)                 | فنزويلا (ج.)                    | 1 (4)                            | 1     |                      |                      |                                |                                |             |             |  |  |       |       |
|  | فنزويلا (ب.و.إ.)                 | 4 June — ملعب جيونجو كأس العالم |                                  | 1     |                      |                      |                                |                                |             |             |  |  |       |       |
|  | اليابان                          | 0                               |                                  |       |                      |                      |                                |                                |             |             |  |  |       |       |
|  | اليابان                          | 0                               | فنزويلا (ب.و.إ.)                 | 2     |                      |                      |                                |                                |             |             |  |  |       |       |
|  | 1 June — ملعب إنتشون لكرة القدم  |                                 | فنزويلا (ب.و.إ.)                 | 2     |                      |                      |                                |                                |             |             |  |  |       |       |
|  |                                  | الولايات المتحدة                | 1                                |       |                      |                      |                                |                                |             |             |  |  |       |       |
|  | الولايات المتحدة                 | الولايات المتحدة                | 1                                | 6     |                      |                      |                                |                                |             |             |  |  |       |       |
|  | الولايات المتحدة                 |                                 | 11 June — ملعب كأس العالم سوون   | 6     |                      |                      |                                |                                |             |             |  |  |       |       |
|  | نيوزيلندا                        | 0                               |                                  |       |                      |                      |                                |                                |             |             |  |  |       |       |
|  | نيوزيلندا                        | 0                               | فنزويلا                          | 0     |                      |                      |                                |                                |             |             |  |  |       |       |
|  | 1 June — ملعب تشيونان            |                                 | فنزويلا                          | 0     |                      |                      |                                |                                |             |             |  |  |       |       |
|  |                                  | إنجلترا                         | 1                                |       |                      |                      |                                |                                |             |             |  |  |       |       |
|  | فرنسا                            | إنجلترا                         | 1                                | 1     |                      |                      |                                |                                |             |             |  |  |       |       |
|  | فرنسا                            | 5 June — ملعب كأس العالم سوون   |                                  | 1     |                      |                      |                                |                                |             |             |  |  |       |       |
|  | إيطاليا                          | 2                               |                                  |       |                      |                      |                                |                                |             |             |  |  |       |       |
|  | إيطاليا                          | 2                               | إيطاليا (ب.و.إ.)                 | 3     |                      |                      |                                |                                |             |             |  |  |       |       |
|  | 31 May — ملعب كأس العالم جيجو    |                                 | إيطاليا (ب.و.إ.)                 | 3     |                      |                      |                                |                                |             |             |  |  |       |       |
|  |                                  | زامبيا                          | 2                                |       |                      |                      |                                |                                |             |             |  |  |       |       |
|  | زامبيا (ب.و.إ.)                  | زامبيا                          | 2                                | 4     |                      |                      |                                |                                |             |             |  |  |       |       |
|  | زامبيا (ب.و.إ.)                  |                                 | 8 June — ملعب جيونجو كأس العالم  | 4     |                      |                      |                                |                                |             |             |  |  |       |       |
|  | ألمانيا                          | 3                               |                                  |       |                      |                      |                                |                                |             |             |  |  |       |       |
|  | ألمانيا                          | 3                               | إيطاليا                          | 1     |                      |                      |                                |                                |             |             |  |  |       |       |
|  | 1 June — ملعب إنتشون لكرة القدم  |                                 | إيطاليا                          | 1     |                      |                      |                                |                                |             |             |  |  |       |       |
|  |                                  | إنجلترا                         | 3                                |       | Third place play-off | Third place play-off |                                |                                |             |             |  |  |       |       |
|  | المكسيك                          | إنجلترا                         | 3                                | 1     | Third place play-off | Third place play-off |                                |                                |             |             |  |  |       |       |
|  | المكسيك                          | 5 June — ملعب تشيونان           | 5 June — ملعب تشيونان            | 1     |                      |                      | 11 June — ملعب كأس العالم سوون | 11 June — ملعب كأس العالم سوون |             |             |  |  |       |       |
|  | السنغال                          | 5 June — ملعب تشيونان           | 5 June — ملعب تشيونان            | 0     |                      |                      | 11 June — ملعب كأس العالم سوون | 11 June — ملعب كأس العالم سوون |             |             |  |  |       |       |
|  | السنغال                          | المكسيك                         | 0                                | 0     | الأوروغواي           | 0 (1)                |                                |                                |             |             |  |  |       |       |
|  | 31 May — ملعب جيونجو كأس العالم  | المكسيك                         | 0                                |       | الأوروغواي           | 0 (1)                |                                |                                |             |             |  |  |       |       |
|  |                                  | إنجلترا                         | 1                                |       | إيطاليا (ج.)         | 0 (4)                |                                |                                |             |             |  |  |       |       |
|  | إنجلترا                          | إنجلترا                         | 1                                | 2     | إيطاليا (ج.)         | 0 (4)                |                                |                                |             |             |  |  |       |       |
|  | إنجلترا                          |                                 |                                  | 2     |                      |                      |                                |                                |             |             |  |  |       |       |
|  | كوستاريكا                        | 1                               |                                  |       |                      |                      |                                |                                |             |             |  |  |       |       |
|  | كوستاريكا                        | 1                               |                                  |       |                      |                      |                                |                                |             |             |  |  |       |       |

### دور الـ16
| فنزويلا            | 1–0 (ب.و.إ.) | اليابان |
| ------------------ | ------------ | ------- |
| يانخيل هيريرا 108' | (تقرير)      |         |

| كوريا الجنوبية    | 1–3     | البرتغال                                  |
| ----------------- | ------- | ----------------------------------------- |
| Lee Sang-heon 81' | (تقرير) | تشاداس ألميدا 10'، 69' · برونوا كوستا 27' |

| الأوروغواي                     | 1–0     | السعودية |
| ------------------------------ | ------- | -------- |
| نيكولاس دي لا كروز 50' (ركلة.) | (تقرير) |          |

| إنجلترا                 | 2–1     | كوستاريكا       |
| ----------------------- | ------- | --------------- |
| أديمولا لوكمان 35'، 63' | (تقرير) | راندال ليال 89' |

| زامبيا                                                                  | 4–3 (ب.و.إ.) | ألمانيا                                           |
| ----------------------------------------------------------------------- | ------------ | ------------------------------------------------- |
| ايمانويل باندا 50' · فاشيون ساكالا 68' · إينوك مويبو 86' · Mayembe 107' | (تقرير)      | فيليب أوشس 37' · سوات سيردار 89' · Arweiler 90+4' |

| المكسيك              | 1–0     | السنغال |
| -------------------- | ------- | ------- |
| رونالدو سيسنيروس 89' | (تقرير) |         |

| فرنسا                        | 1–2     | إيطاليا                                   |
| ---------------------------- | ------- | ----------------------------------------- |
| جان كيفن أوغستين 37' (ركلة.) | (تقرير) | ريكاردو أورسوليني 27' · جوسيبي بانيكو 53' |

| الولايات المتحدة                                                                                                | 6–0     | نيوزيلندا |
| --- | ------- | --------- |
| جوش سارجينت 32' · جيريمي إبوبيس 64' · بروكس لينون 65' · جاستين غلاد 76' · أوستون تروستي 84' · لاغوس كونغا 90+3' | (تقرير) |           |

### ربع النهائي
| فنزويلا                                       | 2–1 (ب.و.إ.) | الولايات المتحدة   |
| --------------------------------------------- | ------------ | ------------------ |
| أدلبرتو بينياراندا 96' · ناهويل فيراريسي 115' | (تقرير)      | جيريمي إبوبيس 117' |

| البرتغال                             | 2–2 (ب.و.إ.) | الأوروغواي                                         |
| ------------------------------------ | ------------ | -------------------------------------------------- |
| شاندي سيلفا 1' · ديوغو غونسالفيس 41' | (تقرير)      | سانتياغو بوينو 16' · فيديريكو فالفيردي 50' (ركلة.) |

| إيطاليا                                                  | 3–2 (ب.و.إ.) | زامبيا                             |
| -------------------------------------------------------- | ------------ | ---------------------------------- |
| ريكاردو أورسوليني 50' · فيديريكو ديماركو 88' · Vido 111' | (تقرير)      | باتسون داكا 4' · فاشيون ساكالا 84' |

| المكسيك | 0–1     | إنجلترا             |
| ------- | ------- | ------------------- |
|         | (تقرير) | دومينيك سولانكي 47' |

### نصف النهائي
| الأوروغواي                     | 1–1 (ب.و.إ.) | فنزويلا           |
| ------------------------------ | ------------ | ----------------- |
| نيكولاس دي لا كروز 49' (ركلة.) | (تقرير)      | صموئيل سوسا 90+1' |

| إيطاليا              | 1–3     | إنجلترا                                       |
| -------------------- | ------- | --------------------------------------------- |
| ريكاردو أورسوليني 2' | (تقرير) | دومينيك سولانكي 66'، 88' · أديمولا لوكمان 77' |

### مباراة حسم المركز الثالث
| الأوروغواي | 0–0 (ب.و.إ.) | إيطاليا |
| ---------- | ------------ | ------- |
|            | (تقرير)      |         |

### النهائي
This was the first ever final for both England and Venezuela in the history of the tournament, in their 11th and 2nd appearances respectively. England's previous best result was in بطولة العالم للشباب لكرة القدم 1993 when they finished third, while Venezuela were eliminated in the round of 16 in كأس العالم تحت 20 سنة لكرة القدم 2009. This was England's first appearance and victory in the final of a global football tournament since their senior side's كأس العالم 1966 victory, ending 51 years of waiting for a global tournament trophy.
| فنزويلا | 0–1     | إنجلترا                   |
| ------- | ------- | ------------------------- |
|         | (تقرير) | دومينيك كالفيرت ليوين 35' |

## الجوائز
The following awards were given at the conclusion of the tournament. They were all sponsored by أديداس.
| Golden Ball            | Silver Ball        | Bronze Ball        |
| ---------------------- | ------------------ | ------------------ |
| دومينيك سولانكي        | فيديريكو فالفيردي  | يانخيل هيريرا      |
| Golden Boot            | Silver Boot        | Bronze Boot        |
| ريكاردو أورسوليني      | جوش سارجينت        | جان كيفن أوغستين   |
| 5 goals, 0 assists     | 4 goals, 1 assists | 4 goals, 0 assists |
| Golden Glove           |                    |                    |
| فريدري ودمان           |                    |                    |
| FIFA Fair Play Award   |                    |                    |
| المكسيك                |                    |                    |
| Goal of the Tournament |                    |                    |
| سيرجيو كوردوفا         |                    |                    |

## الهدافون
5 goals
- ريكاردو أورسوليني

4 goals
- دومينيك سولانكي
- جان كيفن أوغستين
- جوش سارجينت
- سيرجيو كوردوفا
- فاشيون ساكالا

3 goals
- أديمولا لوكمان
- رضا شكاري
- ريتسو دوان
- ديوغو غونسالفيس
- بونغ كالو

2 goals
- لاوتارو مارتينيز
- مارسيلو توريس
- براين كابيزاس
- دومينيك كالفيرت ليوين
- الان ساينت ماكسيمين
- [[ملف:|23x15px|border |alt=هندوراس|link=هندوراس]] Jorge Álvarez
- جوسيبي بانيكو
- لي سيونغ وو
- Paik Seung-ho
- رونالدو سيسنيروس
- ماير بيفان
- تشاداس ألميدا
- عبدالرحمن اليامي
- جيريمي إبوبيس
- بروكس لينون
- نيكولاس دي لا كروز
- أدلبرتو بينياراندا
- صموئيل سوسا
- ايمانويل باندا
- باتسون داكا
- إينوك مويبو

1 goal
- ماركوس سينيسي
- ماتياس زراتشو
- Jostin Daly
- راندال ليال
- Jimmy Marin
- جوردي كايسيدو
- Hernan Lino
- أدم أرمسترونغ
- لويس كوك
- كيران دويل
- أمين حاريت
- Denis-Will Poha
- مارتن تيريير
- ماركوس تورام
- Jonas Arweiler
- Kentu Malcolm Badu
- إيمانويل إيوها
- فيليب أوشس
- فابيان ريس
- سوات سيردار
- [[ملف:|23x15px|border |alt=هندوراس|link=هندوراس]] Sendel Cruz
- Mehdi Mehdikhani
- فيديريكو ديماركو
- أندريا فافيلي
- Luca Vido
- كوكي أوغاوا
- Lim Min-hyeok
- Lee Sang-heon
- إديسون ألفاريز
- كيفن ماغانيا
- هنتر أشورث
- برونوا كوستا
- هيلدر فيريرا
- شاندي سيلفا
- Abdulelah Alamri
- Ousseynou Diagne
- ابراهيما نياني
- لوكا دي لا توري
- جاستين غلاد
- لاغوس كونغا
- أوستون تروستي
- Ronaldo Wilkins
- رودريجو أمارال
- سانتياغو بوينو
- ماتياس اوليفيرا
- نيكولاس سشيبكاس
- فيديريكو فالفيردي
- ناهويل فيراريسي
- يانخيل هيريرا
- والكر فارينيز
- يان كارلوس هورتادو
- رونالدو بينيا
- وليامز فيلاسكيز
- إدوارد شيلوفيا
- Shemmy Mayembe

1 own goal
- فيكايو توموري (playing against Guinea)
- نيما طاهري (playing against Portugal)
- تاكيهيرو تومياسو (playing against South Africa)

Source: FIFA

## الترتيب النهائي
As per statistical convention in football, matches decided in وقت إضافي are counted as wins and losses, while matches decided by ركلات جزاء ترجيحية (كرة قدم) are counted as draws.
| م | الفريق | لعب | ف | ت | خ | أ.له | أ.ع | أ.ف | نقاط |
| - | ------ | --- | - | - | - | ---- | --- | --- | ---- |

## حقوق هيئات البث
كانت الشركات التالية من مالكي حقوق البث:
- كوريا الجنوبية: نظام البث الكوري، مؤسسة منهوا للإذاعة، نظام بث سول
- الأرجنتين: TyC Sports
- البرازيل: Sportv، قناة بانديرانتس
- كندا: TSN، RDS
- الهند: Sony SIX (مباراة كوريا الجنوبية وغينيا فقط)
- إندونيسيا: RTV (4 مباريات في الدور نصف النهائي، مباراة المركز الثالث والنهائي)[36]
- اليابان: تلفزيون فوجي، تلفزيون فوجي
- ماليزيا: Astro
- المكسيك: شبكة تليفيسا ديبورتيس  [لغات أخرى]‏, تلفزيون الأزتيكا
- نيوزيلندا: Sky Sport [الإنجليزية]
- باراغواي: Tigo Sports
- بيرو: Latina Televisión
- الفلبين: أي بي إس-سي بي إن
- بولندا: Eurosport
- أمريكا الجنوبية: دايركت تي في
- تايوان: ELTA TV (4 مباريات في الدور نصف النهائي، مباراة المركز الثالث والنهائي) [37]
- المملكة المتحدة: Eurosport، بي بي سي (final only)
- الولايات المتحدة: فوكس سبورتس، تيليموندو
- فنزويلا: دايركت تي في، Meridiano Televisión، فنزفزيون
- فيتنام: تلفزيون فيتنام، FPT Group

## وصلات خارجية
- FIFA U-20 World Cup, FIFA.com
- FIFA Technical (تقرير)